# Jeudi noir (1978)
Pour les articles homonymes, voir Jeudi noir.
Le « Jeudi noir », connu aussi sous le nom d'« Événements du jeudi noir » (en référence au jeudi noir du krach de 1929), se réfère à des incidents violents ayant eu lieu en Tunisie, et plus spécifiquement à Tunis, à la fin janvier 1978.
Résultat d'une crise entre le gouvernement et les syndicats, la première grève générale organisée depuis l'indépendance du pays connaît un grand succès et le pays est totalement paralysé. Elle marque aussi le moment où le mouvement syndical tunisien marque une opposition radicale face au pouvoir, affirmant son désir d'autonomie face à ce dernier. Ce soulèvement est l'un des deux plus importants de la Tunisie indépendante sous la présidence de Habib Bourguiba avec les « émeutes du pain » en 1984.

## Contexte

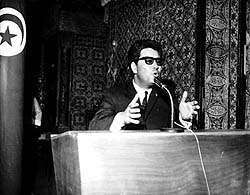
Ahmed Ben Salah prononçant un discours.

L'année 1978 s'ouvre dans un climat social, politique et économique tendu pour la Tunisie. Le Premier ministre Hédi Nouira, ayant rejeté le socialisme de son prédécesseur Ahmed Ben Salah, entreprend une politique économique libérale. Malgré tout, le gouvernement déçoit la majorité de la population et, en particulier, la petite bourgeoisie qui se considère de plus en plus exclue des bénéfices de la société de consommation.
Le « Pacte social » signé le 19 janvier 1977, entre le gouvernement et les syndicats, n'était pas parvenu à atténuer la crise que connaît le pays, notamment en termes de grèves. Concrètement, cela représente 1 200 000 heures perdues en 1977 et 1 000 000 en 1976 d'après Issa Ben Dhiaf, citant des sources officielles.
Les divergences entre la ligne du Parti socialiste destourien (PSD), parti au pouvoir, et l'Union générale tunisienne du travail (UGTT) dans la gestion des différentes formes d'agitation sociale poussent le gouvernement à faire porter la responsabilité de la crise économique sur le syndicat et donc sur la classe ouvrière. De plus, les manifestations de l'opposition politique sont de plus en plus réprimées, comme l'illustre l'inculpation pour atteinte à la sûreté de l'État, en mars 1977, et la condamnation, le 19 août de la même année, de quelque trente personnes suspectées d'appartenir au Mouvement de l'unité populaire animé par Ben Salah.
En juin de la même année, la Conférence nationale sur les libertés organisée par des personnalités du Mouvement des démocrates socialistes d'Ahmed Mestiri avait déjà été interdite. Celle-ci aurait fait suite à un « appel pour le respect des libertés publiques en Tunisie » publié le 12 avril et signé par 168 intellectuels. Face à l'aggravation de ce climat difficile, le gouvernement tente des mesures conciliatoires par l'autorisation, le 29 décembre, du premier numéro de l'hebdomadaire arabophone, Erraï (L'Opinion), mais surtout en accélérant la reconnaissance de la légalisation de la Ligue tunisienne des droits de l'homme.

## Déroulement
À l'origine de cette grève du « Jeudi noir » figurent quelques syndicalistes conduits par Habib Achour qui désirent donner une sorte d'« avertissement » au PSD qui multiplie les provocations. Par exemple, le comité central du parti avait voté le 20 janvier une résolution réclamant « l'épuration » de la direction de l'UGTT. De plus, le parti avait envoyé des milices pour attaquer les locaux de l'UGTT à Tozeur, à Sousse et à Tunis les 22, 23 et 24 janvier. Le 24 toujours, avec l'arrestation du secrétaire général de la branche régionale de l'UGTT à Sfax, Abderrazak Ghorbal, Achour appelle à la grève générale pour les 26 et 27 janvier 1978, devant une foule réunie sur la place Mohamed Ali à Tunis, devant les locaux de l'UGTT. Il y affirme qu'il « n'y a de combattant suprême que le peuple », en référence au titre donné au président Habib Bourguiba. Après cette déclaration, des affrontements assez violents éclatent entre les forces de l'ordre et des manifestants soutenant Achour. En outre, le PSD, dans une campagne diffusée par la presse écrite et audiovisuelle, appelle ses militants à « descendre dans la rue pour empêcher la grève par tous les moyens » tandis que l'UGTT demande aux salariés de rester chez eux afin d'éviter tout attroupement et ne pas donner suite aux provocations.

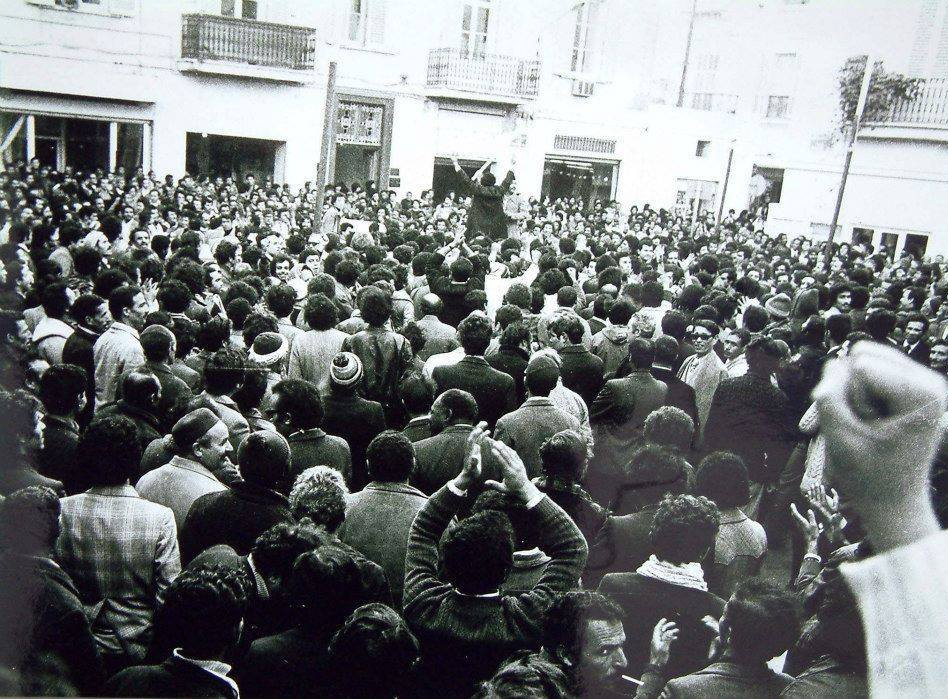
Manifestation devant le siège de l'UGTT le 26 janvier 1978.

Dans l'après-midi du 25 janvier, le siège du syndicat est encerclé par des policiers qui empêchent près de 200 dirigeants syndicalistes d'en sortir. Lors d'un entretien téléphonique avec la direction de la sûreté nationale au matin du 26 janvier, Achour aurait proféré des menaces au cas où les forces de polices ne se retiraient pas. En cas de refus, « Tunis brûlerait » aurait-il dit. Perdant alors le contrôle de la situation durant la journée, des jeunes venus de la périphérie de la ville, ne respectant pas les consignes, rejoignent dans les rues de Tunis les personnes également sorties de chez elles. Il semblerait qu'un coup de feu tiré aux abords de la médina ait marqué le début des émeutes. Des enfants se seraient alors mis à jeter des pierres depuis les terrasses où ils se sont regroupés. Des milliers de manifestants convergent donc vers la médina, les rues commerçantes du centre-ville et les quartiers bourgeois du Belvédère et de Mutuelleville. Ils dressent des barricades, brisent des vitrines et mettent le feu à des bâtiments administratifs. La revue de l'association islamiste Jamâa Al-Islamiya condamne la réaction de la jeunesse, parlant de « révolte sciemment provoquée » et de « volonté de destruction ».

Dans l'après-midi, vers 14h, Bourguiba décrète l'état d'urgence, qui ne sera levé que le 25 février, et un couvre-feu à Tunis et sa banlieue qui dure pour sa part jusqu'au 20 mars. Abdelwahab Meddeb, écrivain, conclut : 
« On s'étonne à découvrir que le carnage du 26 janvier 1978 présente une scénographie répressive ressemblant à s'y méprendre à celle qui se déploya un certain 9 avril 1938. L'événement, qui confirmait l'entrée du Néo-Destour dans l'histoire, le 9 avril 1938, se projette sur l'événement qui prélude à sa sortie de l'histoire, le 26 janvier 1978 [...] Dans les deux cas, un processus politique échappait à l'autorité du moment. Allant crescendo, il fallait en briser l'élan. »
 Amertume et stupéfaction gagnent alors l'ensemble de la classe politique.

## Bilan

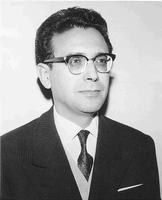
Ahmed Mestiri, ancien ministre devenu opposant.

On dénombre finalement des dizaines voire des centaines de morts selon les sources. Le bilan officiel gouvernemental indique pour sa part 46 morts et 325 blessés alors qu'un autre écrivain, Mohsen Toumi, avance : « Nos propres estimations, à l'époque, recoupées par celles d'autres enquêteurs, aboutiront à 200 morts au moins et 1 000 blessés ». L'opposant Ahmed Mestiri, quant à lui, dénombre 140 morts alors que le journal du parti au pouvoir, El Amal, du 2 avril 1978 édite une liste nominale de 51 victimes.
Aucun bilan des dégâts véritablement occasionnés par les manifestants n'a jamais été réalisé. Didier Le Saout et Marguerite Rollinde se demandent par ailleurs pourquoi la police n'était pas intervenu « lors des premières voitures brûlées et magasins saccagés ». Car c'est l'armée qui avait reçu l'ordre d'intervenir. En outre, selon les syndicats, le principal responsable des massacres du « Jeudi noir » est Zine el-Abidine Ben Ali qui est à l'époque le dirigeant des services de renseignements.

## Procès
Des dizaines de procès, qui ont lieu dans les jours qui suivent, conduisent à la condamnation de quelque 500 personnes. Les 26 et 27 juillet, la chambre criminelle de la cour d'appel de Sfax condamne 39 responsables syndicaux de la région à des peines de prison ne dépassant pas trente mois. Le 15 août, à Sousse, la chambre criminelle invoque son incompétence face au procès de 101 syndicalistes et le renvoie à la Cour de sûreté de l'État ; seuls douze d'entre eux verront leur inculpation maintenue en novembre. Dans le même temps, le procès de quarante dirigeants de la région tunisoise s'ouvre dans la capitale ; ils sont accusés « d'agression visant à changer la forme de gouvernement, incitation de la population à s'attaquer en armes les uns aux autres, incitation au désordre, au meurtre et au pillage », délits punis de la peine de mort par le code pénal tunisien.
Le 9 octobre 1978, le secrétaire général de la centrale syndicale, Habib Achour, est condamné à dix ans de travaux forcés, tout comme Abderrazak Ghorbal, le patron de l'UGTT à Sfax. Treize autres sont punis de peines allant de huit ans de travaux forcés à six mois de prison, alors que six bénéficient d'un sursis et sept sont acquittés. Le gouvernement de Mohamed Mzali libère finalement Achour et d'autres prisonniers syndicalistes.